# Antoine Guérini
Pour les personnes ayant le même patronyme, voir Guérini.
Antoine Guérini, né en 1902 à Calenzana en Corse et mort assassiné le 23 juin 1967 à Marseille, était un gangster, résistant français actif des années 1940 au milieu des années 1960, associé principalement à son frère Barthélemy Guérini dit « Mémé ». Spécialisé dans la prostitution, le clan Guérini cultiva longtemps des liens étroits avec Gaston Defferre et certaines personnalités du show-biz, avant d'entamer son déclin dans les années 1960 à cause de la volonté d'Antoine d'investir dans le monde des jeux et surtout de l'assassinat de Robert Blémant.

## L'ascension d'un jeune Corse
Aîné d'une famille pauvre de huit enfants (six garçons et deux filles), Antoine Guérini est né en 1902. En 1923 il débarque sur le continent pour y effectuer son service militaire, puis part l'année suivante s'installer à Nice où le dénommé Jacques Costa lui trouve une place de serveur dans un bar du Milieu. « Mémé » Guérini, son frère cadet, le rejoindra peu après. Conseillé par le mentor de Mémé, Titi Colonna, Antoine se met à « maquer » une fille qu'il fait travailler à Marseille. En parallèle il travaille comme gros bras dans le quartier du Panier pour le compte de la SFIO. Il se démarque notamment des gangsters marseillais par son mutisme et sa froideur, est connu pour être un homme droit, et sa violence imprévisible fait de lui un homme craint. Il aurait (selon les dires de sa nièce Marie-Christine) assis sa réputation en écartant avec ses amis une bande de proxénètes arabes.[réf. nécessaire]
En 1928, le jeune corse a déjà une dizaine de prostituées qui travaillent pour lui. Cette même année il achète le bar des Colonies et s'associe avec son frère Mémé. Une association qui durera 40 ans. À partir de 1930, les frères se mettent à fournir des hommes au parti socialiste, pour assurer la bonne marche de la campagne. De l'autre côté, la droite se fournit chez Carbone et Spirito, le duo de truands le plus puissant de la ville. Les affrontements directs sont rares, mais pas inexistants, comme en 1935 lorsque des hommes de Paul Carbone tirent à vue sur Antoine et ses amis après une réunion électorale.[réf. nécessaire]
Au printemps 1936, les frères achètent le bar de l'Étoile, et en font un établissement de luxe où se presse tout le gratin de la police, de la politique et des affaires lors de l'inauguration tandis que les autres frères et sœurs (François, Pascal, Pierre, Lucien, Toussainte et Restitude) débarquent à Marseille pour s'occuper des établissements des deux aînés. En 1937 plusieurs maisons closes deviennent la propriété de la fratrie (à Toulouse, Alger et Marseille), avant d'hériter d'un ami, tenancier de plusieurs établissements dans le sud de la France. Antoine Guérini prend du poids et assoit sa place de « leader du proxénétisme » sur Marseille à la suite d'une entrevue avec Carbone et Spirito, les patrons de la ville. À la veille de la guerre, les frères de Calenzana sont donc à la tête d'un petit empire de la prostitution.[réf. nécessaire]

## L’Occupation
Sous l'occupation, les Guérini sont en contact avec Gaston Defferre et Robert Blémant (au contraire de leurs rivaux Carbone et Spirito qui prennent part à la collaboration). Pascal Guérini organise une filière pour faire fuir les clandestins vers la Corse et l'Afrique du Nord tandis que Mémé s'engage franchement dans les combats. Antoine, pour sa part, vient de temps à autre en aide à des résistants ou des juifs en fuite, qu'il cache dans les caves de ses établissements. Mais le truand corse garde le sens des affaires avant tout et n'hésite pas à faire du commerce avec l'occupant, notamment un assez important trafic de bons d'essence.[réf. nécessaire]
Au printemps 1942, les frères Guérini auraient réuni une partie des caïds et des chefs résistants de Marseille afin de trouver des moyens de faire fuir l'occupant nazi de certains quartiers de la ville où il est gênant (information livrée par Marie-Christine Guérini, fille de Barthélémy, donc à mettre au conditionnel). Au total, ce seront près de trois cents durs qui prendront le maquis. Du 8 mai à la fin juillet 1942, quarante-huit attentats frapperont les forces d'Occupation. Celles-ci plient d'abord, puis passent à l'action en février 1943 : du 1er au 17, tout le quartier du Vieux-Port est détruit, se transformant en un gigantesque amas de ruines. Ces éléments demandent à être rectifiés : les nazis n'ont occupé la "zone libre" dont Marseille qu'en novembre 1942. Quant à la rafle dans le quartier du Panier, elle a eu lieu les 22, 23 et 24 janvier 1943, précédant le dynamitage du quartier.[réf. nécessaire]
Le 16 décembre 1943, Paul Carbone meurt lors du sabotage de son train par la résistance ; et à la Libération, François Spirito s'enfuit à l'étranger pour ne pas subir l'épuration. Les Guérini ont le champ libre.[réf. nécessaire]

## Les Guérini au pouvoir
À la libération Antoine et ses frères se mettent à racheter les affaires d'anciens truands collabos morts ou en fuite. Du fait de leur puissance financière et "militaire" on leur oppose peu de résistance. Bars, boîtes, hôtels et cabarets de Paris ou Marseille tombent dans leur escarcelle. Une quinzaine d'établissements hauts en couleur au total.[réf. nécessaire]
En 1953 le protégé et l'ami des frères, Gaston Defferre, qui s'est lié à Mémé pendant la Résistance, est élu maire de Marseille. Le clan est au sommet de sa puissance, bénéficiant de solides appuis politiques et d'une impunité des plus utiles, n'oubliant pas de rendre des services en retour. Comme en ce 12 novembre 1947 où Antoine et son frère Mémé, épaulés par Antoine Sinibaldi, auraient fait feu sur des militants communistes qui avaient commencé à saccager le quartier Opéra. Bilan : un mort du côté des émeutiers et un non-lieu pour les gangsters.[réf. nécessaire]
Au début des années 1950, le clan Guérini est devenu l'un des plus puissants d'Europe et sans doute le plus important qu'ait jamais connu le Milieu français. Antoine se lance dans la contrebande de cigarettes (avec Mémé, le caïd marseillais Jo Renucci et surtout Lucky Luciano). La CIA fait appel à ses services pour briser l'action des communistes dans les docks.

### Implication supposée dans l'assassinat de Kennedy
Selon Steve Rivele, Guérini aurait été impliqué dans l'assassinat de John Fitzgerald Kennedy en novembre 1963. Antoine aurait recruté des tueurs pour assassiner Kennedy à Marseille pour le compte de la mafia américaine. L'un des tueurs pourrait être Christian David dit le « Beau Serge ». Les commanditaires auraient été Carlos Marcello et Santo Trafficante Junior et Sam Giancana celui-ci partageant une même maîtresse avec, John Fitzgerald Kennedy.

## La chute
À la fin des années 1950, Antoine Guérini décide de se lancer dans le secteur des jeux parisiens. En 1960 dans une affaire d'une ampleur importante, il y perdra avec ses associés des sommes colossales (une histoire qui sera à l'origine de la « guerre des jeux » entre Marcel Francisci et Jean-Baptiste Andréani). En 1965, après de vifs débats au sein du clan, Antoine Guérini décide de faire abattre Robert Blémant qu'il accuse d'avoir organisé cet échec financier. C'est le début de la fin pour le clan. L'ensemble du Milieu désapprouve cette action et les appuis politiques des frères commencent à les lâcher. Les Guérini sont définitivement mis sur la touche et l'engrenage de la violence va les toucher de plein fouet.[réf. nécessaire]
Les deux assassins de Blémant, dont René-Antoine Mondoloni, le fils naturel de Mémé, seront assassinés en 1966 et 1969, ainsi que leur complice qui conduisait la voiture lors du meurtre.[réf. nécessaire]
Le 23 juin 1967, Antoine Guérini va faire le plein de sa Mercedes à Marseille, dans le quartier Saint-Julien , accompagné de son fils Felix Guérini. Soudain, deux hommes casqués surgissent sur une grosse cylindrée rouge. L'un d'eux saute à la volée, s'approche de la voiture et tire quatre coups sur le pare-brise côté passager. Il passe la main à travers la portière dont la vitre est baissée et tire encore. Onze balles de calibre 11.43 ont traversé le cœur du seigneur de la pègre. Les auteurs de cet assassinat ne sont pas obligatoirement des vengeurs de Blémant. La rumeur désigne Tany Zampa, la figure montante du Milieu marseillais, comme étant le commanditaire et Jacky le Mat l'exécutant.
La même année, Barthélemy Guérini (Mémé), François Guérini et Pascal Guérini sont arrêtés pour le meurtre d'un cambrioleur qui s'était attaqué à la villa d'Antoine pendant son enterrement. François meurt en prison peu de temps après et Mémé est condamné à vingt ans de prison, bien qu'il n'ait cessé de clamer son innocence, et Pascal à quinze ans. Mémé meurt d'un cancer du rectum en 1982, dans une clinique de Montpellier.[réf. nécessaire]